# Myobatrachus
Myobatrachus é um gênero de sapos encontrado na Austrália Ocidental. É monotípica, sendo representada pela espécie única, Myobatrachus gouldii, também conhecida como rã-tartaruga. Possui cabeça pequena, membros curtos e corpo redondo, de até 45 milímetros. 

## Habitat
A rã tartaruga é encontrada entre Geraldton e o rio Fitzgerald, na região de Perth, Austrália Ocidental.  Esta área é principalmente semi-árida, por isso as rãs adaptaram-se a esta região. Eles desenvolveram membros curtos e musculosos para ajudá-los a cavar na areia, mas, ao contrário da maioria dos sapos, cavam para frente, como uma tartaruga. Eles se alimentam de cupins, então a adaptação dos membros musculares é útil ao tentar penetrar em um cupinzeiro. Eles não precisam viver perto de poças de água parada, pois passam por todo o estágio de metamorfose dentro de seus ovos. Seus parentes mais próximos, entre os poucos que compartilham a maioria das características dos sapos-tartaruga, são os sapos-da-areia e os sapos-da-floresta.